# لیزا موناکو
لیزا اودنس موناکو (به انگلیسی: Lisa Oudnes Monaco؛ زادهٔ ۲۵ فوریهٔ ۱۹۶۸ در بوستون) یک سیاست‌مدار و وکیل آمریکایی است که از سال ۲۰۲۱ تا ۲۰۲۵به عنوان ۳۹امین قائم‌مقام دادستان کل ایالات متحده آمریکا خدمت کرد . او از سال ۲۰۱۳ تا ۲۰۱۷ به عنوان ۶مین مشاور امنیت میهن ایالات متحده آمریکا فعالیت کرده‌است. همچنین وی پیش از این منصب از سال ۲۰۱۱، مشاور دادستان کل ایالات متحده آمریکا در بخش امنیت ملی بوده‌است.